# Vratislávka
Vratislávka (en allemand : Wratislawka) est une commune du district de Brno-Campagne, dans la région de Moravie-du-Sud, en République tchèque. Sa population s'élevait à 94 habitants en 2020.

## Géographie
Vratislávka se trouve à 14 km à l'ouest-nord-ouest de Tišnov, à 34 km au nord-ouest de Brno et à 167 km au sud-est de Prague.
La commune est limitée par Strážek au nord-ouest et au nord, par Žďárec à l'est, par Rojetín au sud, et par Vidonín et Radňoves à l'ouest.

## Histoire
La première mention écrite de la localité date de 1358.